# Tortelli

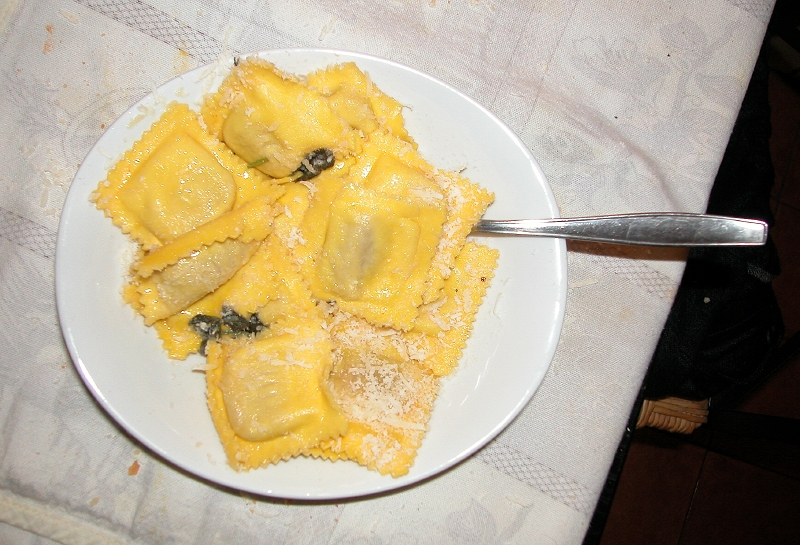
Tortelli di zucca con mantequilla y salvia.

Tortelli es el nombre utilizado, primordialmente en Lombardía, Emilia-Romaña y la Toscana, para designar un tipo de pasta rellena de forma rectangular o cuadrada de solo unos 2 o 3 cm de lado parecido al ravioli y condimentado con mantequilla derretida, manteca y tomate o boloñesa. El mismo término se usa también para aludir a pequeños dulces fritos rellenos de mermelada o crema.
Los platos más típicos de la Romaña son los tortelli de requesón (ricotta) a las hierbas condimentados con mantequilla y salvia. También son típicos los tortelli verdi, los de zucca o calabaza (en Mantua, Reggio Emilia, Piacenza y Cremona), los de patata y los tortelli de Parma con requesón y hierbas (tortelli d'erbetta), de espinaca, patata o calabaza.
En la Toscana están el tortello de manzana típico de la provincia de Pistoia, el de patata (presente en el territorio de Arezzo, Florencia y Prato), y el tortello maremmano con spinaci (de Maremma), que se distingue por el relleno de requesón y espinaca y por su mayor tamaño. También son famosos los tortelli de patata de Mugello, y por último el dulce de Pitigliano, de influencia judía.
Los tortelli lucchesi (o tordelli en dialecto local) tienen sin embargo una forma semicircular y contienen un relleno de carne y hierbas típicas de Lucca (destacando el tomillo, o peporino). Este plato nació originalmente para cocinarse solo el jueves antes de Cuaresma, entrando luego a la cocina popular y preparándose fuera de las ocasiones festivas.